# Алгоритм Джарвіса
Алгоритм Джарвіса (або алгоритм загортання подарунка) — алгоритм знаходження опуклої оболонки. Часова складність — О(n * h), де n — кількість точок, h — кількість точок опуклої оболонки. Тобто, алгоритм найбільш ефективний у випадку малої кількості точок опуклої оболонки.

## Опис алгоритму
Нехай шукана опукла оболонка множини {\displaystyle P=\{p_{1},p_{2},...p_{n}\}} точок. Як початкову беремо  найлівішу точку (точку з найменшою x-координатою), якщо їх буде декілька, то виберемо серед них найнижчу (точку з найменшою y-координатою). Нехай знайдена точка — точка {\displaystyle p_{1}} (її можна знайти за час {\displaystyle O(n)} звичайним проходом по всіх точках і порівнянням координат). Точка {\displaystyle p_{1}} напевно є вершиною опуклої оболонки. Далі для кожної точки {\displaystyle p_{i}} шукаємо проти годинникової стрілки точки {\displaystyle p_{i+1}} шляхом знаходження за {\displaystyle O(n)} серед точок, що залишились, (включно з {\displaystyle p_{1}}) точку з найменшим полярним кутом {\displaystyle p_{i-1}p_{i}p_{i+1}}. Вона і буде наступною вершиною опуклої оболонки. При цьому не обов'язково обчислювати кут — достатньо обчислити векторний добуток (узагальненням векторного добутку для двовимірного випадку є псевдоскалярний добуток) між векторами {\displaystyle p_{i}p'_{i+1}} та {\displaystyle p_{i}p''_{i+1}}, де {\displaystyle p'_{i+1}} — знайдений на даний момент мінімум, {\displaystyle p''_{i+1}} — претендент (першим мінімумом може бути обрана довільна точка). Якщо векторний добуток від'ємний, то знайдено новий мінімум. Якщо рівний нулю, тобто {\displaystyle p'_{i+1}} та {\displaystyle p''_{i+1}} лежать на одній прямій, то мінімум — та, яка лежить далі від точки {\displaystyle p_{i}}. Алгоритм продовжує роботу доки {\displaystyle p_{i+1}\neq p_{1}}. Чому алгоритм зупиниться? Тому, що точка {\displaystyle p_{1}} (найнижча серед найлівіших точок) у будь-якому випадку належить до точок опуклої оболонки.

## Псевдокод
```
Jarvis
(P)
    1) p[1] = найнижча серед найлівіших точок множини P;
    2) i = 1;
    3) 
do
:
         p[i+1] = довільна точка з P (крім вже зарахованих до опуклої оболонки, але включно з p[1]);
             (a)
for
 (для кожної точки j з P, крім вже зарахованих до опуклої оболонки, але включно з p[1]
                 p[i+1] = min_polar_angle(p[i+1], P[j]); // мінімум через векторний добуток
             (b)i = i + 1;
       
while
 p[i] != p[1]
    4) 
return
 p;
```

## Реалізація на С++
```
 

//Point - some type that has x, y members and

//for which operator != is defined

template
 
<
typename
 
Point
>

inline
 
bool
 
determinantSignum
(
const
 
Point
&
 
a
,

                              
const
 
Point
&
 
b
,

                              
const
 
Point
&
 
c
)

{

    
return
 
(((
b
.
x
 
-
 
a
.
x
)
 
*
 
(
c
.
y
 
-
 
b
.
y
)
 
-

             
(
c
.
x
 
-
 
b
.
x
)
 
*
 
(
b
.
y
 
-
 
a
.
y
))
 
>=
 
0
);

}

template
 
<
typename
 
Point
>

void
 
jarvis
(
const
 
std
::
vector
<
Point
>
 
&
 
source
,

            
std
::
vector
<
Point
>&
 
result
)

{

    
if
 
(
source
.
empty
())

    
{

        
return
;

    
}

    
std
::
vector
<
Point
>
 
src
 
=
 
source
;

    
typedef
 
typename
 
std
::
vector
<
Point
>::
iterator
 
PointIterator
;

    
PointIterator
 
leftDownIt
 
=
 
src
.
begin
();

    
PointIterator
 
it
 
=
 
leftDownIt
 
+
 
1
;

    
Point
 
currentPoint
;

    
Point
 
leftDownPoint
 
=
 
*
(
leftDownIt
);

    
// Finding leftest lowest point

    
for
 
(
PointIterator
 
end
 
=
 
src
.
end
();
 
it
 
!=
 
end
;
 
++
it
)

    
{

        
currentPoint
 
=
 
*
it
;

        
if
 
(
currentPoint
.
x
 
<
 
leftDownPoint
.
x
)

        
{

            
leftDownPoint
 
=
 
currentPoint
;

            
leftDownIt
 
=
 
it
;

        
}

        
else
 
if
 
(
currentPoint
.
x
 
==
 
leftDownPoint
.
x

                 
&&
 
currentPoint
.
y
 
<
 
leftDownPoint
.
y
)

        
{

            
leftDownPoint
 
=
 
currentPoint
;

            
leftDownIt
 
=
 
it
;

        
}

    
}

    
// Add selected point to answer

    
src
.
erase
(
leftDownIt
);

    
result
.
push_back
(
leftDownPoint
);

    
currentPoint
 
=
 
leftDownPoint
;

    
Point
 
nextPoint
,
 
tryPoint
;

    
PointIterator
 
nextIt
;

    
do

    
{

        
nextPoint
 
=
 
leftDownPoint
;

        
nextIt
 
=
 
it
;

        
it
 
=
 
src
.
begin
();

        
for
 
(
PointIterator
 
end
 
=
 
src
.
end
();
 
it
 
!=
 
end
;
 
++
it
)

        
{

            
tryPoint
 
=
 
*
it
;

            
if
 
(
determinantSignum
(
nextPoint
,

                                  
currentPoint
,

                                  
tryPoint
))

            
{

                
nextPoint
 
=
 
tryPoint
;

                
nextIt
 
=
 
it
;

            
}

        
}

        
if
 
(
nextPoint
 
!=
 
leftDownPoint
)

        
{

            
src
.
erase
(
nextIt
);

            
result
.
push_back
(
nextPoint
);

            
currentPoint
 
=
 
nextPoint
;

        
}

    
}

    
while
 
(
nextPoint
 
!=
 
leftDownPoint
);

}

```